# Grotte de Saint-Michel-Archange
À ne pas confondre avec les Grottes de Pertosa dites « grottes de l'ange ».
La grotte de Saint-Michel-Archange, ou grotte de l'ange, est une cavité naturelle située sur le versant occidental du Monte Raione dans la commune d'Olevano sul Tusciano, où il y a à l'intérieur un complexe religieux du IXe siècle. La province de Salerne est jalonnée de grottes dédiées à Saint-Michel. La zone de Olevano sul Tusciano fait partie des plus  caractéristiques parce qu'y ont été construites dans les renfoncements de la roche sept églises. Elles remontent toutes au IXe siècle et beaucoup contiennent de magnifiques fresques. Le sanctuaire se pose dans la partie septentrionale du Locus Tuscianus, un territoire dépendant administrativement de Salerne jusqu'à l'institution au XIe siècle de la seigneurie territoriale du Castrum Olibani. Les premières nouvelles relatives au sanctuaire religieux remontent aux décennies 860/870. Quelques années plus tard la grotte ressort entre les destinations de pèlerinage insérées dans les itinéraires de Terrasanta, avec les tombes des Apôtres à Rome et Saint-Michel du Gargano.
Long de la rivière Tusciano, aux deux extrémités trouvons deux grottes : celle de mont Saint-Ange du Gargano et celle de Olevano telle de l'Ange, toutes les deux consacrées dès les premiers siècles du christianisme au culte de San Michel Archange. Au milieu du Xe siècle, le sanctuaire entre faire partie, avec le territoire du « Castum Olibani », des biens culturels de l'église salernitana. La grotte est située à environ une heure de chemin d'Ariano que c'est la fraction principale d'Olevano. La grotte présente une particularité unique: il ne s'agit pas d'une grotte la lequel murs lisses ou de plâtre, ont été peintes, mais s'agit d'un espace dans lequel ont été réalisées des architectures complètement indépendantes et que, en refusant la protection naturelle de la voûte, sont complétées par leur couverture à toit ou à dôme. Elle contient à l'intérieur une basilique et cinq chapelles, avec nombreuses et magnifiques fresques de style byzantin.
Le complexe se lève sur les pentes ouest du mont Raione, la grotte se compose d'un astre qui se transmet dans la montagne pour 900 m et est fermé par un éboulement. Une autre partie ferme l'entrée, d'ici un grand escalier construit sur la pente de la colline intérieure mène à une esplanade vaste sur laquelle exposent deux chapelles. L'une est celle de l'Ange, où sont conservés les vingt-neuf fresques des cycles cristologico et petriano ; l'autre est l'église qui a sur le fronton la fresque de la Madone Hodighiatria.
Entre les deux, part un chemin qui a sur le côté droit une falaise dans laquelle est construite une troisième chapelle. Le chemin rapidement grimpe sur un second dos vallonné ; au milieu de la côte se rencontre une quatrième chapelle, en poursuivant nous arrivons à une cinquième chapelle, réalisée dans le noir total.

## Description
La grotte, située sur le versant occidental du Monte Raione (it), est creusée dans une falaise qui domine la vallée à une altitude d'environ 600 m.
Autour du VIIIe siècle, un sanctuaire consacré à l'archange Michel est érigé au sein de la grotte.
La grotte-sanctuaire, fouillée et restaurée en 2015 et 2016, et depuis le haut Moyen Âge un lieu de pèlerinage.
En 1996, l'édifice est mentionné dans la liste des monuments en danger du Fonds mondial pour les monuments.